# Chicot County
Chicot County är ett county i delstaten Arkansas, USA. År 2010 hade countyt 11 800 invånare. Den administrativa huvudorten (county seat) är Lake Village. 

## Geografi
Enligt United States Census Bureau har countyt en total area på 1 790km². 1 668 km² av den arean är land och 122 km²  är vatten.

### Angränsande countyn
- Desha County, Arkansas - nord
- Washington County, Mississippi - öst
- Issaquena County, Mississippi - sydöst
- East Carroll Parish, Louisiana - syd
- West Carroll Parish, Louisiana - sydväst
- Ashley County, Arkansas - väst
- Drew County, Arkansas - nordväst

### Städer och samhällen
- Dermott
- Eudora
- Lake Village (huvudort)